# Ninian Smarts syv dimensioner
Ninian Smarts syv dimensioner er et redskab til at få et balanceret overblik over religionerne. Den britiske religionshistoriker Ninian Smart ser på religionerne ud fra syv forskellige dimensioner:
- dogmatisk (læresystemer, f.eks. treenigheden, dharma, trosbekendelser)
- mytisk (beretninger om det guddommelige og om tilværelsens grundlæggende vilkår, f.eks. skabelsesmyter)
- etisk (forskrifter for den enkeltes liv, f.eks. de 10 bud eller Buddhas "medfølelse")
- rituelt (andagt, bøn og ofring, f.eks. optagelses- og renselsesritualer)
- erfaringsmæssigt (personlige oplevelser af gud eller det guddommelige, f.eks. mystikernes oplevelser eller profeters kaldelse)
- socialt (organisationer og institutioner, knyttet til religionen, f.eks. præsteskab, munkevæsen, hellige mænd)
- materielt (religionens nedslag i den konkrete dagligdag (arkitektur, kunst, hellige steder, bygninger, billedkunst))